# Hypothyris semifulva
Hypothyris semifulva är en fjärilsart som beskrevs av Osbert Salvin 1869. Hypothyris semifulva ingår i släktet Hypothyris och familjen praktfjärilar. Inga underarter finns listade i Catalogue of Life.